# Danh sách nghệ sĩ có nhiều lượt theo dõi nhất trên Spotify
Danh sách nghệ sĩ có nhiều lượt theo dõi nhất trên Spotify là danh sách 50 nghệ sĩ có nhiều lượt theo dõi nhất trên Spotify. Tính đến ngày 20 tháng 08 năm 2022, trang web phát trực tuyến âm nhạc Spotify hiển thị dữ liệu cho hai loại thống kê trên hồ sơ của các nghệ sĩ sử dụng nền tảng của nó: "nghe" và "theo dõi". Người dùng có thể chỉ ra sở thích của họ đối với một nhạc sĩ hoặc nghệ sĩ biểu diễn cụ thể bằng cách "đang theo dõi" họ. Một số hoạt động nhất định đã đạt được một lượng lớn "người theo dõi" trên nền tảng; những hành vi này được liệt kê dưới đây.
Ed Sheeran là nghệ sĩ được theo dõi nhiều nhất trên Spotify với hơn 101 triệu lượt theo dõi. Anh ấy là người đầu tiên vượt qua 50 triệu lượt theo dõi trên nền tảng, và là nghệ sĩ duy nhất đạt mốc 100 triệu lượt, làm như vậy vào tháng 7 năm 2022. Nữ nghệ sĩ được theo dõi nhiều nhất là Ariana Grande, với hơn 82 triệu lượt theo dõi — cô trở thành nghệ sĩ nữ được theo dõi nhiều nhất trên nền tảng vào tháng 12 năm 2020, khi vượt qua 54 triệu lượt theo dõi. BTS là nhóm nhạc được theo dõi nhiều nhất, với hơn 53 triệu lượt theo dõi.

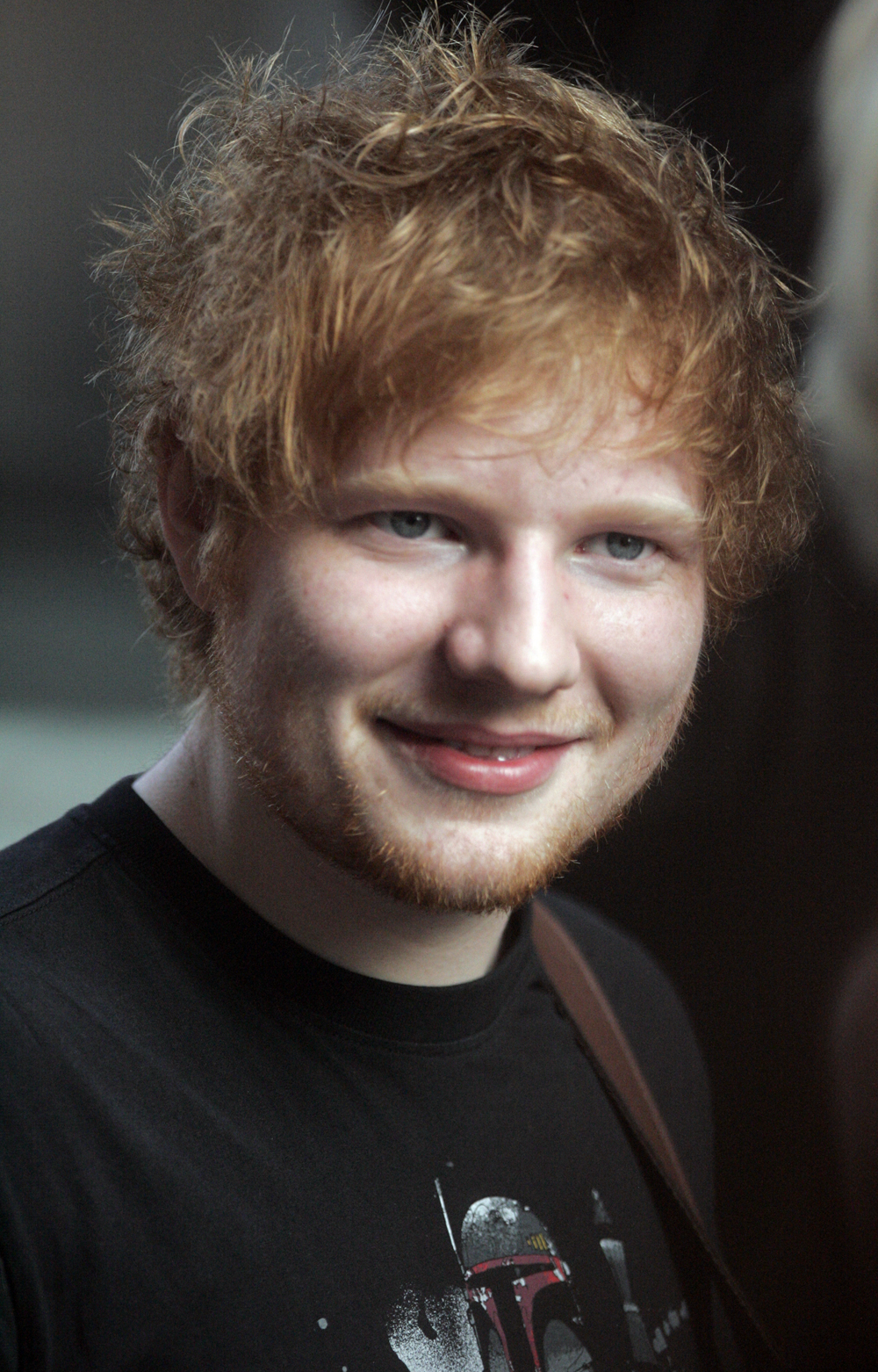
Ed Sheeran là nghệ sĩ được theo dõi nhiều nhất trên Spotify.

Ariana Grande là nữ nghệ sĩ được theo dõi nhiều nhất trên Spotify.

BTS là Ban nhạc được theo dõi nhiều nhất trên Spotify.

## Danh sách nghệ sĩ có nhiều lượt theo dõi nhất
| Hạng                               | Nghệ sĩ           | Lượt theo dõi (triệu) | Quốc gia             | Tham khảo |
| ---------------------------------- | ----------------- | --------------------- | -------------------- | --------- |
| 1                                  | Ed Sheeran        | 101.48                | Anh Quốc             | [ 6 ]     |
| 2                                  | Ariana Grande     | 82.52                 | Hoa Kỳ               | [ 7 ]     |
| 3                                  | Billie Eilish     | 68.08                 | Hoa Kỳ               | [ 8 ]     |
| 4                                  | Drake             | 66.42                 | Canada               | [ 9 ]     |
| 5                                  | Justin Bieber     | 64.69                 | Canada               | [ 10 ]    |
| 6                                  | Eminem            | 58.54                 | Hoa Kỳ               | [ 11 ]    |
| 7                                  | Taylor Swift      | 57.16                 | Hoa Kỳ               | [ 12 ]    |
| 8                                  | Arijit Singh      | 55.38                 | Ấn Độ                | [ 13 ]    |
| 9                                  | BTS               | 53.77                 | Hàn Quốc             | [ 14 ]    |
| 10                                 | Bad Bunny         | 53.73                 | Puerto Rico          | [ 15 ]    |
| 11                                 | Rihanna           | 49.84                 | Barbados             | [ 16 ]    |
| 12                                 | The Weeknd        | 48.90                 | Canada               | [ 17 ]    |
| 13                                 | Queen             | 42.95                 | Anh Quốc             | [ 18 ]    |
| 14                                 | Bruno Mars        | 42.54                 | Hoa Kỳ               | [ 19 ]    |
| 15                                 | Imagine Dragons   | 41.98                 | Hoa Kỳ               | [ 20 ]    |
| 16                                 | Adele             | 41.41                 | Anh Quốc             | [ 21 ]    |
| 17                                 | Shawn Mendes      | 38.98                 | Canada               | [ 22 ]    |
| 18                                 | XXXTentacion      | 38.06                 | Hoa Kỳ               | [ 23 ]    |
| 19                                 | Post Malone       | 37.88                 | Hoa Kỳ               | [ 24 ]    |
| 20                                 | Coldplay          | 37.62                 | Anh Quốc             | [ 25 ]    |
| 21                                 | Maroon 5          | 37.48                 | Hoa Kỳ               | [ 26 ]    |
| 22                                 | Selena Gomez      | 36.93                 | Hoa Kỳ               | [ 27 ]    |
| 23                                 | Neha Kakkar       | 36.74                 | Ấn Độ                | [ 28 ]    |
| 24                                 | Dua Lipa          | 35.80                 | Anh Quốc             | [ 29 ]    |
| 25                                 | J Balvin          | 34.91                 | Colombia             | [ 30 ]    |
| 26                                 | Alan Walker       | 34.65                 | Anh Quốc / · Na Uy   | [ 31 ]    |
| 27                                 | Marshmello        | 34.16                 | Hoa Kỳ               | [ 32 ]    |
| 28                                 | Ozuna             | 33.11                 | Puerto Rico          | [ 33 ]    |
| 29                                 | Beyoncé           | 32.11                 | Hoa Kỳ               | [ 34 ]    |
| 30                                 | Maluma            | 31.89                 | Colombia             | [ 35 ]    |
| 31                                 | Blackpink         | 31.73                 | Hàn Quốc             | [ 36 ]    |
| 32                                 | Daddy Yankee      | 29.10                 | Puerto Rico          | [ 37 ]    |
| 33                                 | Camila Cabello    | 27.76                 | Cuba                 | [ 38 ]    |
| 34                                 | Karol G           | 27.49                 | Colombia             | [ 39 ]    |
| 35                                 | One Direction     | 27.00                 | Anh Quốc / · Ireland | [ 40 ]    |
| 36                                 | Nicki Minaj       | 25.92                 | Trinidad và Tobago   | [ 41 ]    |
| 37                                 | Marília Mendonça  | 25.88                 | Brasil               | [ 42 ]    |
| 38                                 | Guns N' Roses     | 25.49                 | Hoa Kỳ               | [ 43 ]    |
| 39                                 | Juice Wrld        | 25.30                 | Hoa Kỳ               | [ 44 ]    |
| 40                                 | David Guetta      | 24.67                 | Pháp                 | [ 45 ]    |
| 41                                 | Shakira           | 24.55                 | Colombia             | [ 46 ]    |
| 42                                 | AC/DC             | 24.21                 | Úc                   | [ 47 ]    |
| 43                                 | Sia               | 24.20                 | Úc                   | [ 48 ]    |
| 44                                 | Michael Jackson   | 23.80                 | Hoa Kỳ               | [ 49 ]    |
| 45                                 | The Beatles       | 23.40                 | Anh Quốc             | [ 50 ]    |
| 46                                 | Anuel АА          | 23.26                 | Puerto Rico          | [ 51 ]    |
| 47                                 | Demi Lovato       | 23.03                 | Hoa Kỳ               | [ 52 ]    |
| 48                                 | Calvin Harris     | 22.98                 | Anh Quốc             | [ 53 ]    |
| 49                                 | Lady Gaga         | 22.97                 | Hoa Kỳ               | [ 54 ]    |
| 50                                 | Twenty One Pilots | 22.90                 | Hoa Kỳ               | [ 55 ]    |
| Tính đến ngày 20 tháng 08 năm 2022 |                   |                       |                      |           |